# Túpolev ANT-22
El Túpolev ANT-22 (también conocido como MK-1 (МК-1: Морской Крейсер, hidrocanoa de crucero)) fue un gran hidrocanoa construido en la Unión Soviética en 1934.

## Desarrollo
Los orígenes del ANT-22 se remontan a finales de los años 20, cuando, tras emitir las autoridades una solicitud por un hidroavión de largo alcance, se comenzó a trabajar en un proyecto denominado ANT-11. Sin embargo, este proyecto pasó a un segundo plano debido a las numerosas solicitudes recibidas por el TsAGI, siendo posteriormente abandonado.
Varios años más tarde, en 1932, se realizó de nuevo una solicitud: esta vez se solicitaba al instituto dirigido por Túpolev que construyera un avión capaz de descubrir y destruir potenciales amenazas de flotas marítimas y bombardear bases navales fortificadas; por ello a la aeronave se la designó como MK-1.
Al igual que en el anterior proyecto, el desarrollo fue asignado a un grupo de trabajo liderado por Ivan Ivanovič Pogosskij, que ya había supervisado  el diseño del hidroavión ANT-8 y que estaba trabajando al mismo tiempo en el desarrollo de otro avión de reconocimiento, el Túpolev ANT-27.
Según algunas fuentes, los trabajos de Pogosskij estuvieron influenciados por los éxitos obtenidos por el hidrocanoa italiano Savoia-Marchetti S.55: el resultado fue un hidroavión de doble casco de tamaño considerable, convirtiéndose en el hidroavión más grande construido en la Unión Soviética hasta los años 60.
Fabricado en el complejo central del TsAGI (ubicado en Moscú) a finales de 1933, el ANT-22 fue desmontado y trasladado hasta Sebastopol (por tren), para ser montado de nuevo allí y volado por primera vez el 8 de agosto del año siguiente.
Las pruebas de vuelo revelaron un inesperado rendimiento negativo, especialmente en la velocidad y la altitud operativa; en particular, una vez equipado con el armamento previsto, el ANT-22 era extremadamente vulnerable a posibles ataques enemigos. Por esta razón, la Aviación Naval Soviética decidió interrumpir el programa de desarrollo del hidroavión, aunque se realizaron una modificaciones posteriores gracias a las que, en 1936, el aparato pudo transportar cargas de hasta 13 000 kg.

## Diseño

### Estructura
El Túpolev ANT-22 era un monoplano de doble casco fabricado con duraluminio, material típico de los diseños de Túpolev. La gran ala descansaba sobre los dos cascos y la sección central albergaba la cabina, situada inmediatamente detrás del borde de ataque.
Los timones eran de tipo partido, siendo el tramo superior el único equipado con compensadores y que sobresalía de las derivas instaladas en la sección trasera de cada casco.

### Motor
El ANT-22 estaba propulsado por seis Mikulin AM-34, instalados en parejas, con una configuración tractora-propulsora, en góndolas situadas sobre el ala mediante soportes dobles de acero en forma de N. Estos motores V-12 refrigerados por líquido desarrollaban una potencia conjunta de unos 4900 hp.

### Armamento
Para realizar las tareas para las que fue diseñado, el ANT-22 tenía previsto un armamento considerable: una carga de bombas de 6000 kg dispuesta en una bodega interna en la sección central del ala.
Respecto al armamento defensivo, los puestos artillados eran seis en total (tres en cada casco), pero las fuentes disponibles no indican claramente su disposición. Una de ellas indica que habría dos ametralladoras móviles ShKAS (en la torreta dorsal derecha y en la torreta de morro izquierda), dos cañones Oerlikon (en la torreta dorsal izquierda y en la torreta de morro derecha) y dos ametralladoras DA (en las torretas de cola); según otra fuente, habrían sido un total de ocho ametralladoras (todas de tipo DA, instaladas en afustes dobles en las torretas de morro y de cola) y dos cañones Oerlikon (instalados en las torretas dorsales).

## Operadores
Unión Soviética
- Aviación Naval Soviética

## Especificaciones (ANT-22)
Referencia datos: The Osprey Encyclopedia of Russian Aircraft 1875–1995

### Características generales
- Tripulación: Ocho
- Longitud: 24,1 m (79,1 ft)
- Envergadura: 51 m (167,3 ft)
- Altura: 8,96 m[9]
- Superficie alar: 304,5 m² (3277,7 ft²)
- Peso vacío: 21 663 kg (47 745,3 lb)
- Peso cargado: 33 560 kg (73 966,2 lb)
- Planta motriz: 6× motor lineal V-12 refrigerado por líquido Mikulin M-34R.
  - Potencia: 612 kW (844 HP; 832 CV) cada uno.

### Rendimiento
- Velocidad máxima operativa (Vno): 233 km/h (145 MPH; 126 kt)
- Velocidad crucero (Vc): 180 km/h (112 MPH; 97 kt)
- Alcance: 1350 km (729 nmi; 839 mi)
- Techo de vuelo: 3500 m (11 483 ft)
- Régimen de ascenso: 1,6 m/s (315 ft/min) [10]

### Armamento
- Ametralladoras: 

  - 2x ShKAS de 7,62 mm (una en la torreta dorsal derecha y otra en la torreta de morro izquierda)
  - 2x DA de 7,62 mm (una en cada torreta de cola)

- Cañones: 

  - 2x Oerlikon de 20 mm (uno en la torreta dorsal izquierda y otro en la torreta de morro derecha)
- Bombas: 

  - 6000 kg bajo la sección central alar

## Aeronaves relacionadas

### Secuencias de designación
- Secuencia ANT-_ (interna de Túpolev): ← ANT-18 - ANT-20 - ANT-21 - ANT-22 - ANT-23 - ANT-25 - ANT-26 →
- Secuencia MK-_ (Hidrocanoas de Crucero soviéticos, 1923-1940): MK-1